# Stanley Morison
Pour les articles homonymes, voir Morison.
Stanley Morison (né le 6 juin 1889 à Wanstead, Angleterre, mort le 11 octobre 1967  à Londres), est un typographe et créateur de caractères. Sa réalisation la plus célèbre est la police de caractères Times qu'il a créée pour le quotidien britannique The Times.

## Biographie
Ayant quitté l'école très jeune pour travailler, Stanley Morison n'est pas du tout en contact avec les milieux de l'édition et de l'imprimerie. Il est attiré par des ouvrages portant sur la religion catholique, souvent anciens, ce qui l'amène à s'intéresser à leurs procédés de fabrication. Il se convertit d'ailleurs au catholicisme. Il acquiert progressivement une connaissance approfondie de la typographie, de son histoire, de son utilisation, et en devient un expert reconnu.
De 1913 à 1914, il travaille au journal The Imprint. Objecteur de conscience, il refuse de porter les armes tout au long de la Première Guerre mondiale et reste incarcéré durant la durée du conflit. De 1919 à 1921, il travaille chez Pelican Press dirigé par Francis Meynell, puis de 1921 à 1923 chez Cloister Press à Manchester. Il est créateur et coéditeur de la revue The Fleuron entre 1923 et 1930. De 1923 jusqu'à sa mort en 1967, il est conseiller typographique à la Monotype Corporation. Il crée la police de caractères Blado en 1923. Il réalise des maquettes et des couvertures pour les collections de Victor Gollancz, publiées par la Cambridge University Press.
Conseiller typographique du quotidien The Times à partir de 1929, il crée une nouvelle police de caractère pour ce journal, qui y est utilisée pour la première fois le 3 octobre 1932 : le Times New Roman, inspirée du Plantin mais adaptée à l'impression et à la lisibilité du périodique. Il a rendu hommage à Nicolas Jenson et à sa police Roman développée à Venise autour de 1470, qui optimisait la lisibilité des caractères tout en minimisant la quantité d'encre, très chère à l'époque, d'où le nom de New Roman donné par Morison. Cette police Times New Roman est la police par défaut du logiciel de traitement de textes Word de Microsoft.
Il publie, de 1935 à 1951, une histoire du quotidien The Times en quatre volumes. Il est par ailleurs rédacteur en chef du Times Literary Supplement de 1945 à 1947. 
Toute sa vie est consacrée à la typographie et il ne cesse de publier. En 1960, il reçoit le titre de Royal Designer for Industry.